# My Vinyl Weighs a Ton
My Vinyl Weighs a Ton è il primo album del produttore hip hop statunitense Peanut Butter Wolf, pubblicato nel 1999.
| Recensione       | Giudizio |
| ---------------- | -------- |
| AllMusic         | [ 1 ]    |
| NME              | [ 2 ]    |
| Robert Christgau | neutrale |

## Tracce
1. Sit Down Shut Up – 0:15
2. In Your Area – 2:25 (C. Manak, J. Green)
3. Styles, Crew, Flows, Beats – 5:50 (C. Manak, J. Brown, O. Jackson, R. Jimenez)
4. Casio – 3:50 (C. Manak, C. Oroc)
5. Barter – 0:21
6. Hold Up – 3:45 (C. Manak, K. Brewer)
7. The Everliving – 0:42 (C. Manak, D. Herd)
8. Rock Unorthodox – 2:58 (C. Manak, Pablo)
9. Top Illin – 0:22
10. Necromancin – 2:05 (C. Manak, D. Whalen)
11. Keep On Rockin It – 4:31 (C. Manak, C. Hicks)
12. T Shirts – 0:29
13. Breaks 'Em Down – 3:59 (C. Manak, Kazi)
14. Tale of Five Cities – 8:50 (C. Manak)
15. Mr. Dibbs – 0:22
16. Definition of Ill – 3:20 (C. Manak, J. Green)
17. Theme from a Peanut Butter Wolf – 0:59
18. Run the Line – 5:18 (C. Manak, K. Brewer)
19. Phonies – 3:15 (C. Manak, K. Griego)
20. Ten Minutes Left – 3:15 (C. Manak, J. Carlson)
21. Mobbin – 3:09 (C. Manak, J. Medina)
22. Competition Gets None – 4:14 (C. Manak, E. Acknowledge)
23. Interruptions – 3:30 (C. Manak)
24. Hawaii 5000 – 0:18

## Classifiche settimanali
| Classifica (1998)     | Posizione massima |
| --------------------- | ----------------- |
| UK Independent Albums | 44                |